# 헤디 버레스
헤디 버레스(Hedy Burress, 1973년 10월 3일 ~ )는 미국의 배우, 텔레비전 배우, 영화배우, 성우이다.

## 영화
- 사우스랜드 1 (2009년)
- 그는 당신에게 반하지 않았다 (2009년)
- 제인 도: 아이 오브 더 비홀더 (2008년)
- 오프 하우스 (2004년) - 글로리아 홉스 역
- 애니매트릭스 (2003년)
- 버그 (2002년)
- 발렌타인 (2001년) - 루디 월커 역
- 살인 정원 (2000년)
- 틱 톡 (2000년)
- 최종 판결 (1999년)
- 폭스파이어 (1996년) - 마들린 매디 위츠 역
- 더 월 (1996년)

## 드라마
- 사우스랜드 1 (2009년)